# かつらの湯
かつらの湯（かつらのゆ）は、宮城県白石市小原の白石川沿いにある白石市営の岩風呂温泉。小原温泉遊歩道から徒歩1分ほどそれた渓流沿いにある。
小原渓谷（碧玉渓）散策のみち、「小原温泉遊歩道」近くにある温泉で、増水による土砂などの堆積のために一度閉鎖していたものを2004年（平成16年）9月に白石市が復活させたもので復活岩風呂 かつらの湯とも称される。
体を洗った湯は自然に帰すので、浄化装置がないため石鹸・シャンプー類は禁止の男女別内風呂。泉温は45度を超え、かなり熱い。pHは7.9。付近は温泉直前の堰のある渓流と、紅葉の美しい渓谷でも知られている。

## 泉質
- 低張性弱アルカリ性高温泉

## 開館時間
- 8:00〜18:00（臨時休業日以外は年中無休）

## 所在地
- 〒989-0233 宮城県白石市小原字坂上66

## アクセス
- 東日本旅客鉄道東北本線白石駅より関開発行きバスで約20分、「小原温泉」で下車徒歩約5分。
- 東北自動車道白石ICから約20分。

## 周辺の見所
- 碧玉渓
- 材木岩公園
- 白石城
- スパッシュランドパーク
- 七ヶ宿ダム